# 1854 Скворцов
1854 Скворцов (1854 Skvortsov) — астероїд головного поясу, відкритий 22 жовтня 1968 року.
Тіссеранів параметр щодо Юпітера — 3,429.